# Alberta New Democratic Party
Die Alberta New Democratic Party (NDP; frz. Nouveau Parti démocratique de l’Alberta) ist eine sozialdemokratische politische Partei in der kanadischen Provinz Alberta. Seit den letzten Wahlen im Jahr 2019 ist sie in der Legislativversammlung von Alberta mit 24 von 87 Sitzen vertreten. Die Partei ging aus der Co-operative Commonwealth Federation hervor und ist mit der Neuen Demokratischen Partei auf Bundesebene verbunden.

## Geschichte
Die Co-operative Commonwealth Federation (CCF) war 1932 in Calgary gegründet worden, doch in der Provinz Alberta selbst hatte sie mit Startschwierigkeiten zu kämpfen. Grund dafür war die Konkurrenz durch die United Farmers of Alberta (UFA) und die Labour Party, weshalb die CCF nicht zu den Wahlen von 1935 antrat. Die UFA erlitt eine empfindliche Wahlniederlage und zog sich zwei Jahre später aus der Politik zurück. Als die CCF 1940 erstmals antrat, erzielte sie zwar einen Wähleranteil von 11 %, konnte aber keinen einzigen Sitz gewinnen. Der Partei war es nicht gelungen, den konservativen Flügel der UFA für sich zu gewinnen, um dem agrarischen Populismus der Social Credit Party of Alberta wirksam entgegentreten zu können. 1942 schloss sich die Labour Party mit der CCF zusammen, im selben Jahr konnte der Parteivorsitzende Elmer Roper in einer Nachwahl den ersten Wahlerfolg verbuchen.
1944 steigerte sich die CCF auf 24 %, errang aber aufgrund des Wahlsystems und der ungünstig eingeteilten Wahlkreise nur zwei Sitze. Im Gegensatz zur Schwesterpartei in Saskatchewan, die 1944 erstmals die Regierung bilden konnte, war die CCF in Alberta bedeutend radikaler. Sie forderte die Verstaatlichung sämtlicher Versorgungsbetriebe und erwog sogar eine Allianz mit den Kommunisten. In der Folge sank der Wähleranteil kontinuierlich und 1959 war die Partei nicht mehr im Parlament vertreten. Auf Bundesebene fusionierte die CCF 1961 mit dem Canadian Labour Congress zur Neuen Demokratischen Partei. In Alberta vollzog die CCF diesen Schritt ein Jahr später, mit Ausnahme eines Nachwahlsieges 1966 konnte sie aber bis 1971 keinen Sitz im Parlament erringen.
Bis Mitte der 1980er Jahre stieg der Einfluss der NDP kontinuierlich. 1986 erzielte sie mit einem Wähleranteil von 29,2 % und 16 Sitzen den bis dahin größten Erfolg. 1989 konnte sie alle Sitze verteidigen, doch 1993 halbierte sich der Wähleranteil und die Partei war erstmals seit einem Vierteljahrhundert nicht mehr im Parlament vertreten. In den fünf nachfolgenden Wahlen errang sie nie mehr als vier Sitze, überwiegend in ihrer Hochburg Edmonton. Unter Rachel Notley, die im Oktober 2014 zur neuen Parteivorsitzenden gewählt wurde, erlebte die NDP einen ungeahnten Aufschwung. Bei den Wahlen am 5. Mai 2015 vervierfachte sie ihren Wähleranteil und errang 53 von 87 Mandaten in der Legislativversammlung, womit Alberta erstmals eine sozialdemokratische Regierung erhielt. Die Partei wurde nach der Wahl 2019 auf die zweitgrößte Partei in der Legislativversammlung von Alberta reduziert. Der Zusammenschluss der Progressive Conservative Party of Alberta und der Wildrose Party of Alberta zur United Conservative Party of Alberta vereinte die politische Rechte und machte es der NDP schwer, ihren Erfolg zu wiederholen.  

## Wahlergebnisse
Ergebnisse bei den Wahlen zur Legislativversammlung:
| Wahl | Sitze total | Kandi- daten | Gew. Sitze | Stimmen | Anteil  |
| ---- | ----------- | ------------ | ---------- | ------- | ------- |
| 1940 | 63          | 36           | 0          | 34.316  | 11,11 % |
| 1944 | 57          | 57           | 2          | 70.307  | 24,24 % |
| 1948 | 57          | 41           | 2          | 56.387  | 19,13 % |
| 1952 | 60          | 41           | 1          | 41.929  | 14,05 % |
| 1955 | 61          | 38           | 2          | 31.180  | 8,24 %  |
| 1959 | 65          | 32           | 0          | 17.899  | 4,33 %  |
| 1963 | 63          | 56           | 0          | 37.133  | 9,45 %  |
| 1967 | 65          | 65           | 0          | 79.610  | 15,98 % |
| 1971 | 75          | 70           | 1          | 73.038  | 11,42 % |
| 1975 | 75          | 75           | 1          | 76.360  | 12,94 % |
| 1979 | 79          | 79           | 1          | 111.984 | 15,75 % |

| Wahl | Sitze total | Kandi- daten | Gew. Sitze | Stimmen | Anteil  |
| ---- | ----------- | ------------ | ---------- | ------- | ------- |
| 1982 | 79          | 79           | 2          | 177.166 | 18,75 % |
| 1986 | 83          | 83           | 16         | 208.561 | 29,22 % |
| 1989 | 83          | 83           | 16         | 217.972 | 26,29 % |
| 1993 | 83          | 83           | 0          | 108.883 | 11,01 % |
| 1997 | 83          | 77           | 2          | 83.292  | 8,81 %  |
| 2001 | 83          | 83           | 2          | 81.339  | 8,03 %  |
| 2004 | 83          | 83           | 4          | 90.897  | 10,20 % |
| 2008 | 83          | 83           | 2          | 80.578  | 8,48 %  |
| 2012 | 87          | 87           | 4          | 126.752 | 9,82 %  |
| 2015 | 87          | 87           | 53         | 603.461 | 40,57 % |
| 2019 | 87          | 87           | 24         | 619.147 | 32,67 % |

## Parteivorsitzende

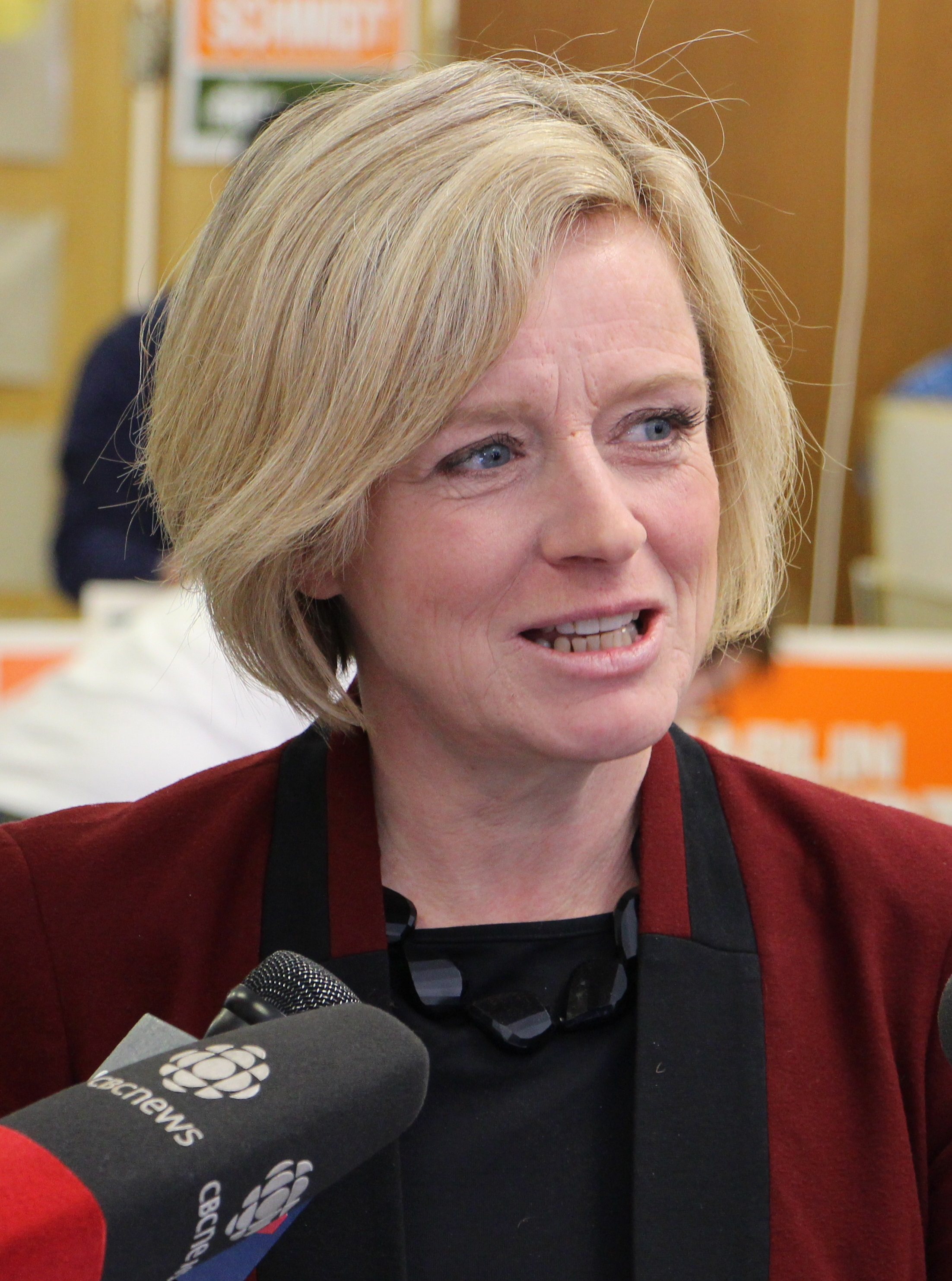
Rachel Notley

| Name                | Vorsitz   | Premier   |
| ------------------- | --------- | --------- |
| Chester Ronning     | 1940–1942 |           |
| Elmer Roper         | 1942–1955 |           |
| Floyd Albin Johnson | 1955–1962 |           |
| Neil Reimer         | 1962–1968 |           |
| Grant Notley        | 1968–1984 |           |
| Ray Martin          | 1984–1994 |           |
| Ross Harvey         | 1994–1996 |           |
| Pam Barrett         | 1996–2000 |           |
| Raj Pannu           | 2000–2004 |           |
| Brian Mason         | 2004–2008 |           |
| Rachel Notley       | 2014–2024 | 2015–2019 |
| Naheed Nenshi       | seit 2024 |           |